# Rétaux de Villette

Rétaux de Villette

Louis Marc Antoine Rétaux, genannt Rétaux de Villette (* 9. Februar 1754 in Lyon; † 1797) war ein französischer Abenteurer und Betrüger, der zu den Protagonisten der Halsbandaffäre um Königin Marie-Antoinette gehörte.

## Leben
Er verließ früh sein Zuhause, um als Soldat in die französische Armee einzutreten. Um 1778, mit 19 Jahren, ließ er sich in Paris nieder und legte sich dort den adligen Namen „Comte de Villette“ zu. Danach lebte er von Zuhälterei und rekrutierte junge Frauen, die er Bordellbesitzern anvertraute, die ihn dafür bezahlten. In dieser Zeit entwickelte er ein „Talent“ für Fälschungen, stellte falsche Wechsel aus und erpresste seine Kunden.

## Halsbandaffäre
Als die 1780 geschlossene Ehe von Jeanne de Saint-Rémy mit Nicolas de La Motte zu scheitern drohte, da beide immer höhere Schulden hatten, nahm sie Rétaux de Villette, einen Freund ihres Mannes, zum Geliebten. Um zu Geld zu kommen, fälschte er Briefe von Königin Marie-Antoinette, machte dabei allerdings den Fehler, mit „Marie-Antoinette von Frankreich“ zu unterschreiben, wohingegen die Königin nur mit „Marie-Antoinette“ unterschrieb. Er übergab die Briefe seiner Geliebten, die sie wiederum Kardinal 
Louis de Rohan überreichte und diesen überredete, eine teure Halskette im Namen der Königin zu kaufen.
Als der Betrug entdeckt wurde, floh Rétaux de Villette nach Genf und tauchte dort mit dem Namen „Marc-Antoine Durand“ unter. Er wurde jedoch vom Pariser Polizeiinspektor Étienne-François Quidor aufgespürt, am 26. März 1786 verhaftet und in die Bastille gebracht.
Während des Prozesses vor dem Obersten Gerichtshof, dem Parlement de Paris, sagte Villette 1786 gegen seine Komplizen aus. Für schuldig befunden, wurde er außerhalb Frankreichs verbannt und fand Zuflucht in Italien. 1790 veröffentlichte er in Venedig seine Erinnerungen.

## Darstellung im Film
In dem 2001 entstandenen Film Das Halsband der Königin von Charles Shyer wird Rétaux de Villette von dem australischen Schauspieler Simon Baker verkörpert.

## Publikationen
- Mémoire historique des intrigues de la cour, avec comme sous-titre Et de ce qui s’est passé entre la reine, le comte d’Artois, le cardinal de Rohan, madame de Polignac, madame de La Motte, Cagliostro, MM de Breteuil et de Vergennes, Venedig 1790 – Reprint 2019